# Akeem Haynes
Akeem Haynes (11 marzo 1992) è un velocista canadese, nato in Giamaica.

## Palmarès
| Anno | Manifestazione  | Sede           | Evento      | Risultato | Prestazione | Note             |
| ---- | --------------- | -------------- | ----------- | --------- | ----------- | ---------------- |
| 2015 | World Relays    | Nassau         | 4×100 m     | Batteria  | dq          |                  |
| 2016 | Giochi olimpici | Rio de Janeiro | 100 m piani | Batteria  | 10"22       |                  |
| 2016 | Giochi olimpici | Rio de Janeiro | 4×100 m     | Bronzo    | 37"64       | Record nazionale |
| 2017 | World Relays    | Nassau         | 4×100 m     | Finale    | dnf         |                  |